# Gekko japonicus
Gekko japonicus és una espècie de sauròpsid (rèptil) escatós de la família dels gecònids Es troba principalment dins les cases i en àrees urbanes. A l'oest de la regió japonesa de Kyushu també podem trobar-ne en habitats costers rocosos.
També se'l coneix com a gekko de Schlegel, en referència a l'herpetòleg Hermann Shchlegel.
Entre les seves característiques més destacades es troben la capacitat de despendre's automàticament o a voluntat de la seva cua (cosa que els serveix per escapar de depredadors) i regenerar-la. També compten amb potes adhesives i visió nocturna.
El grup de Gekko japonicus és el grup més divers en el gènere Gekko, amb un total de 19 espècies reconegudes distribuïdes per l'est de l'Àsia, des del Japó fins a Vietnam passant pel sud de la Xina.

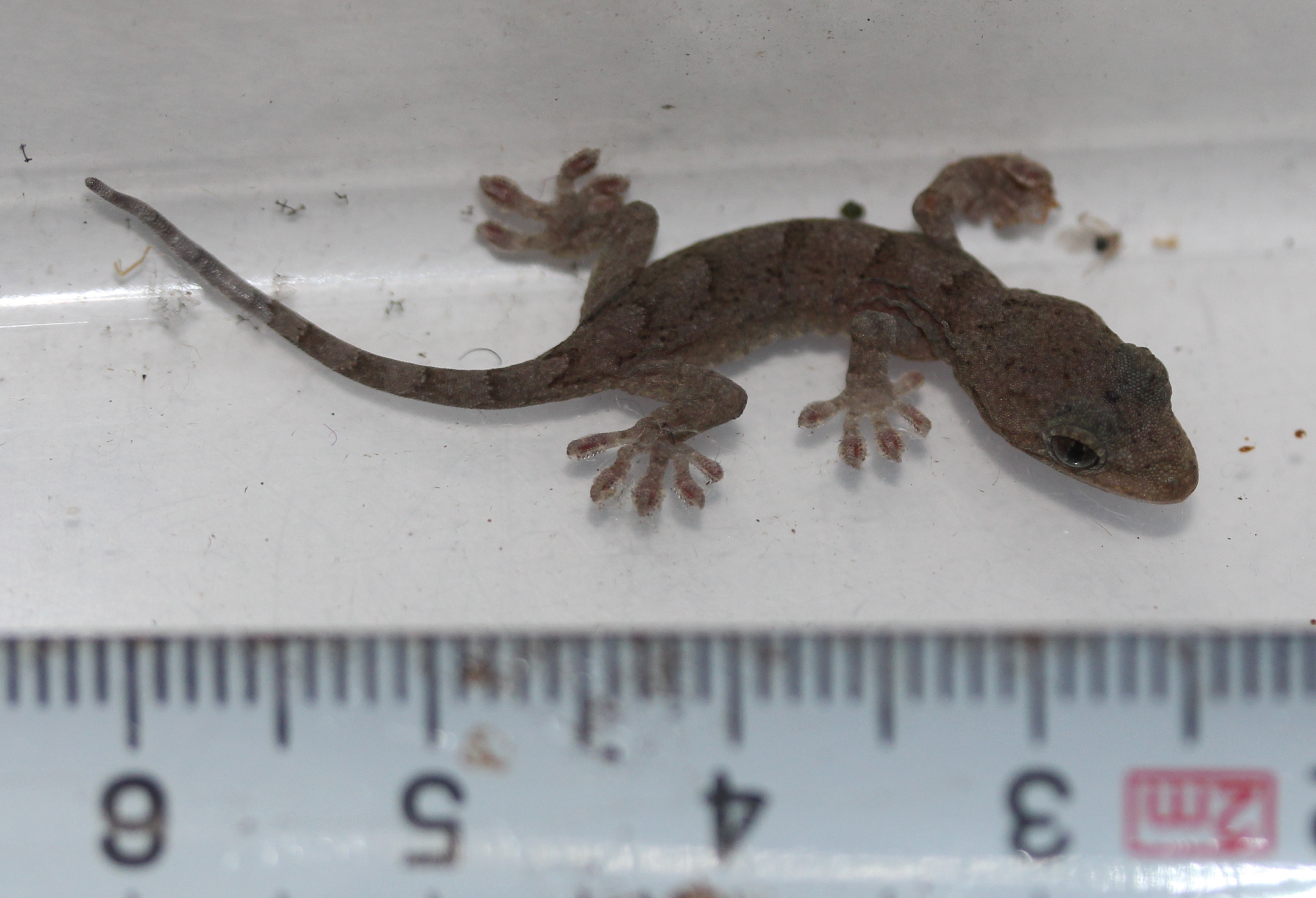
Gekko japonicus amb escala

## Anatomia i fisiologia

### Generalitats
Gekko japonicus, així com la resta d'espècies del seu grup, es caracteritza per un cos petit (d'uns pocs centímetres), amb els orificis nasals (dos o tres) en contacte amb el rostral, de zero a vint-i-una files de tubercles dorsals, fins a trenta-dos porus precloacals i entre un i quatre tubercles post-cloacals.
La seva membrana interdactilar no està especialment desenvolupada i no tenen tubercles als plecs laterals.
La seva regió vertebral conté taques o bandes llargues de color clar.

### Aparell adhesiu
Com la resta de membres de la seva família, disposa de superfícies dactilars adhesives que li permeten capturar aliment viu i escapar dels depredadors escalant parets en vertical o fins i tot cap per avall, fins i tot per superfícies llises. Aquest aparell adhesiu está basat en la presència de petites papil·les microscòpiques similars a pèls a la capa superficial de l'epidermis subdigital de l'animal.
Per aquesta capacitat d'adhesió és fonamental l'expansió de la família gènica de la β-queratina que es troba en analitzar el genoma de Gekko japonicus.

### Aparell sensorial
Com a animal nocturn té uns sistemes sensorials característics, com sensibilitat a la llum, una visió de colors reduïda, sistema òptic multifocal, un olfacte molt desenvolupat i un sistema auditiu especial. Les seves retines es componen majoritàriament de cons dobles i simples. El fet de viure majoritàriament en ambients de foscor fa que hagi hagut de desenvolupar un gran sistema olfactori per tal de localitzar el menjar i preveure els atacs de depredadors. Per la visió nocturna és essencial la proteïna opsina.

### Cua
La cua del Gekko japonicus és un apèndix prominent i complex format per diversos teixits, incloent medul·la espinal, múscul, vasos, teixit adipós i columna vertebral òssia.
Aquests rèptils tenen la capacitat de regenerar la seva cua quan se'ls talla, cosa que fan mitjançant tres processos: curació de la ferida, formació del blastema i creixement de la nova cua.

## Hàbits
El Gekko japonicus és un animal d'hàbits nocturns i gran agilitat.
Quan són atacats per depredadors, els Gekko japonicus poden desprendre's de la seva cua, sistema adaptatiu present a molts rèptils del seu ordre.

## Distribució
És natiu de l'Àsia Oriental: l'orient de la Xina (Sichuan, Shaanxi i Gansu), Corea del Sud i Japó (Kyushu, Honshu, Shikoku, Yakushima i les illes Ryūkyū).

## Aplicacions en investigació

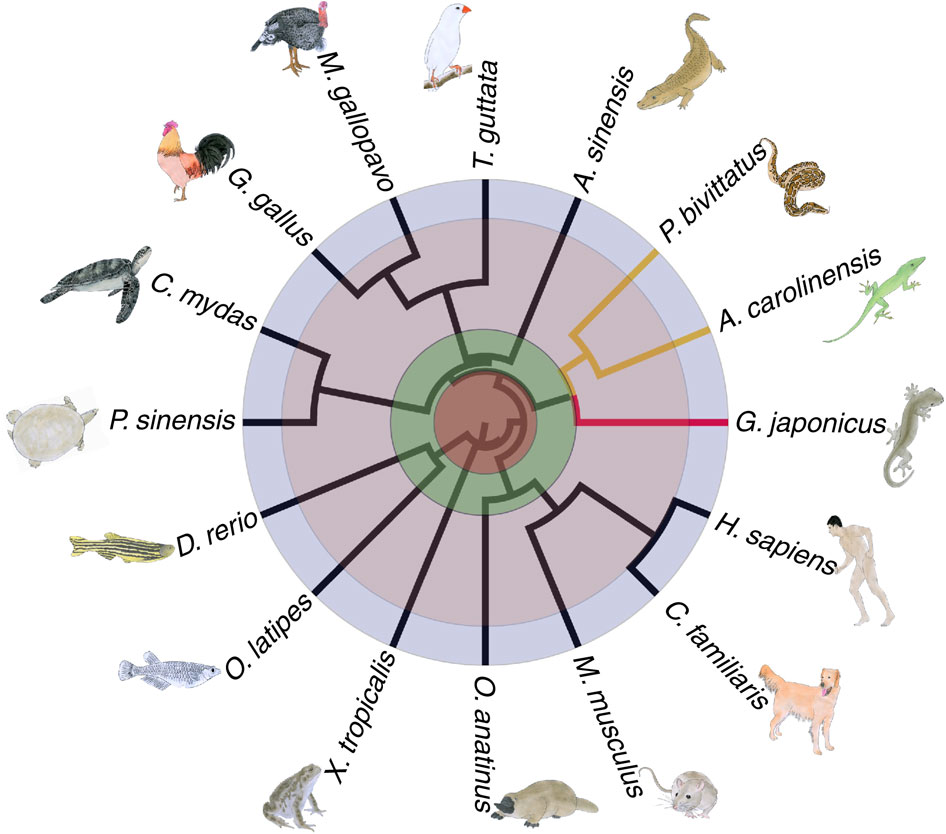
Situació filogenètica del Gekko japonicus amb relació a sis rèptils i deu altres vertebrats

A causa de les seves característiques, el Gekko japonicus s'ha utilitzat en estudis de processos regeneratius, i el seu aparell adhesiu ha estat estudiat pel desenvolupament de tecnologies inspirades en la vida natural.
La seva capacitat per regenerar la cua fa que sigui un bon model per estudiar processos de regeneració.